# Bulbophyllum echinolabium
Bulbophyllum echinolabium är en orkidéart som beskrevs av Johannes Jacobus Smith. Bulbophyllum echinolabium ingår i släktet Bulbophyllum och familjen orkidéer.
Artens utbredningsområde är Sulawesi. Inga underarter finns listade i Catalogue of Life.

## Bildgalleri

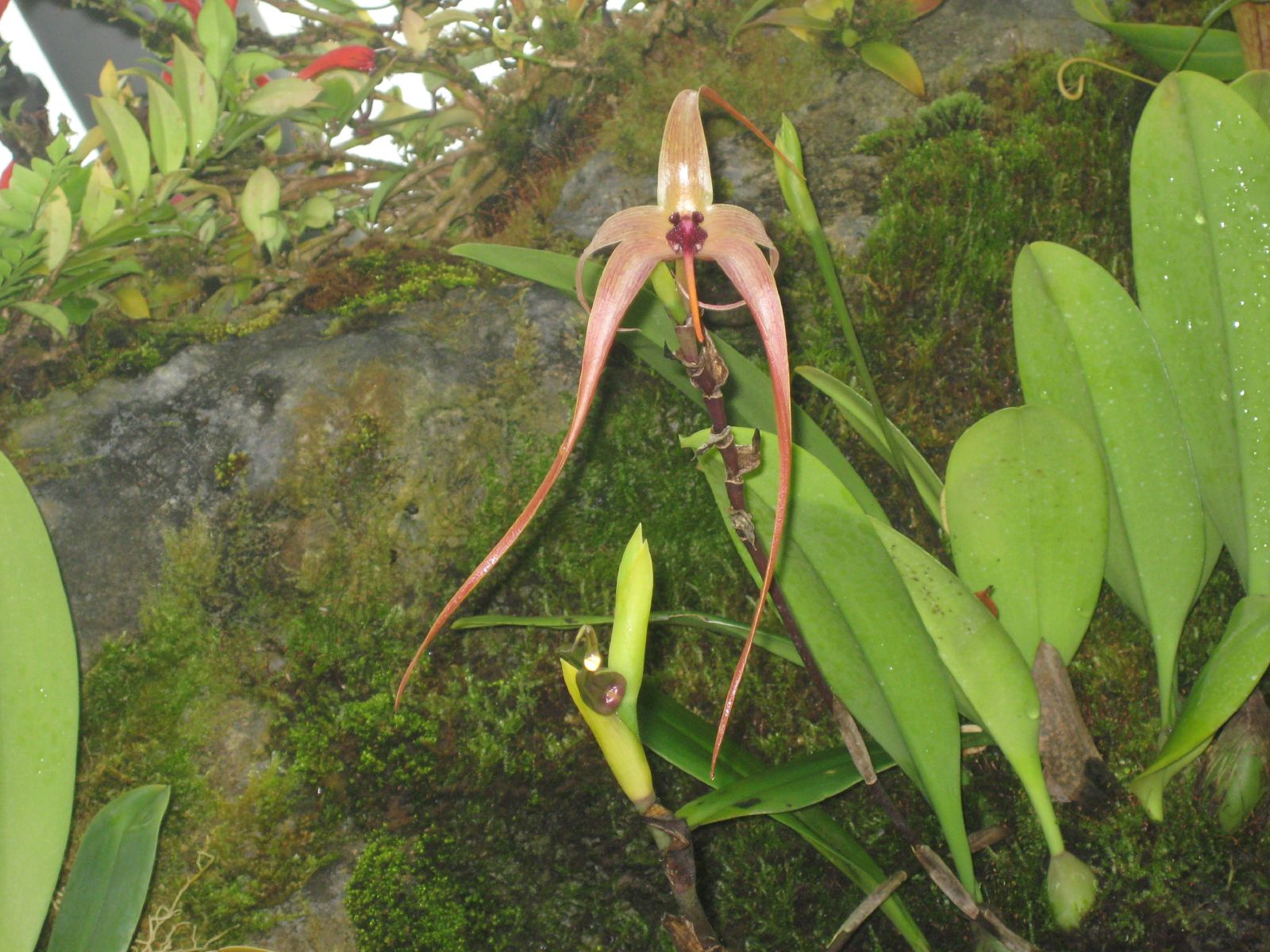
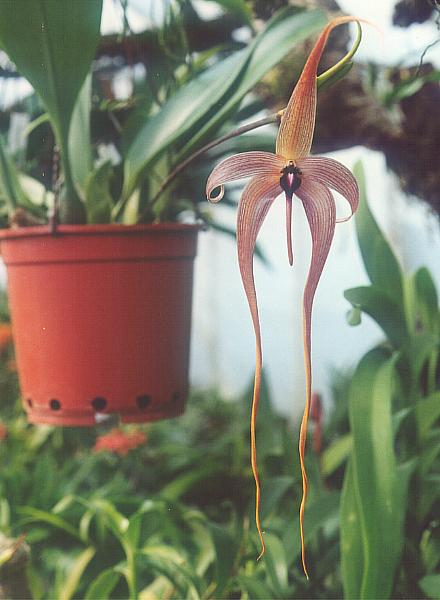
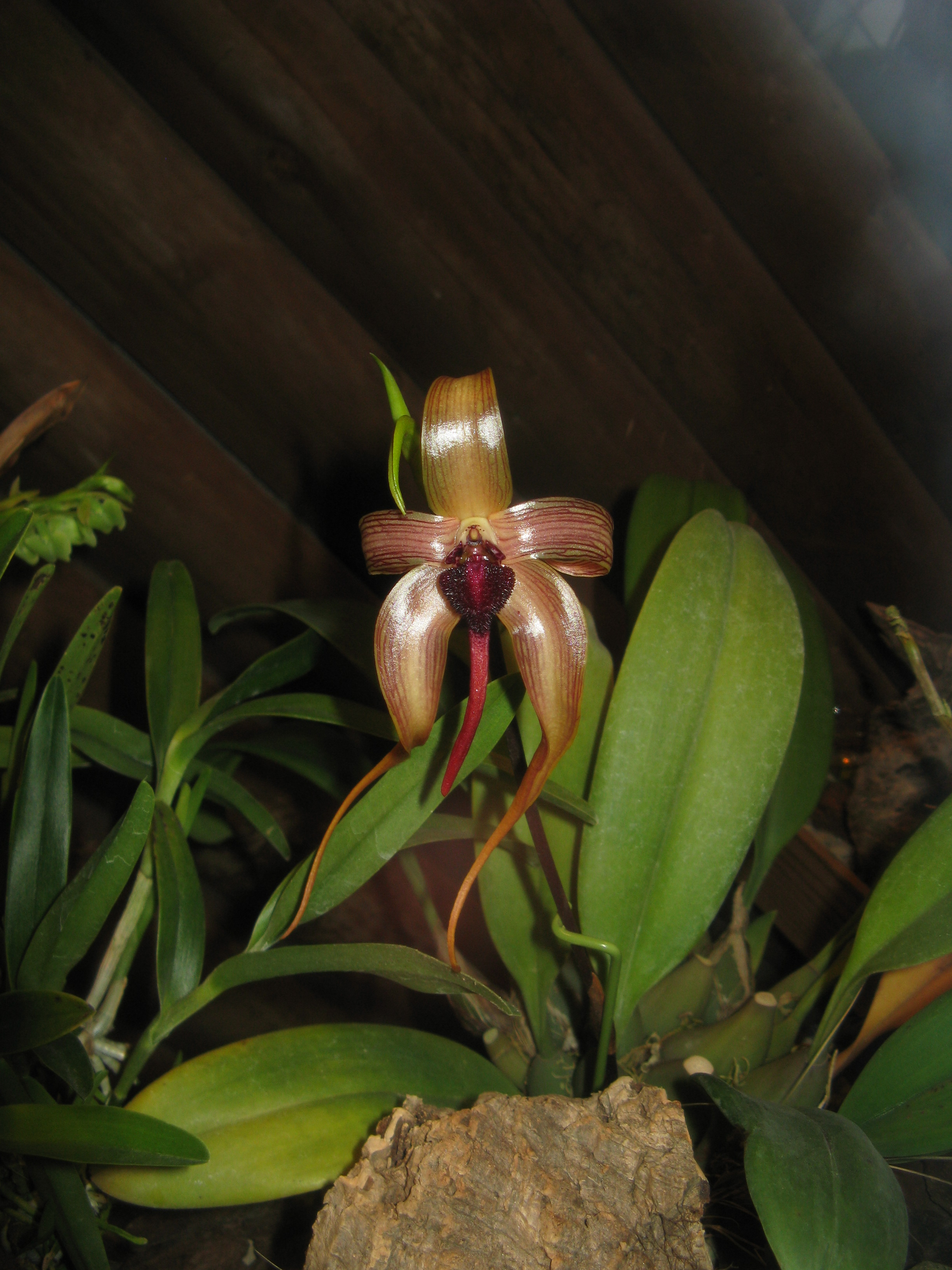
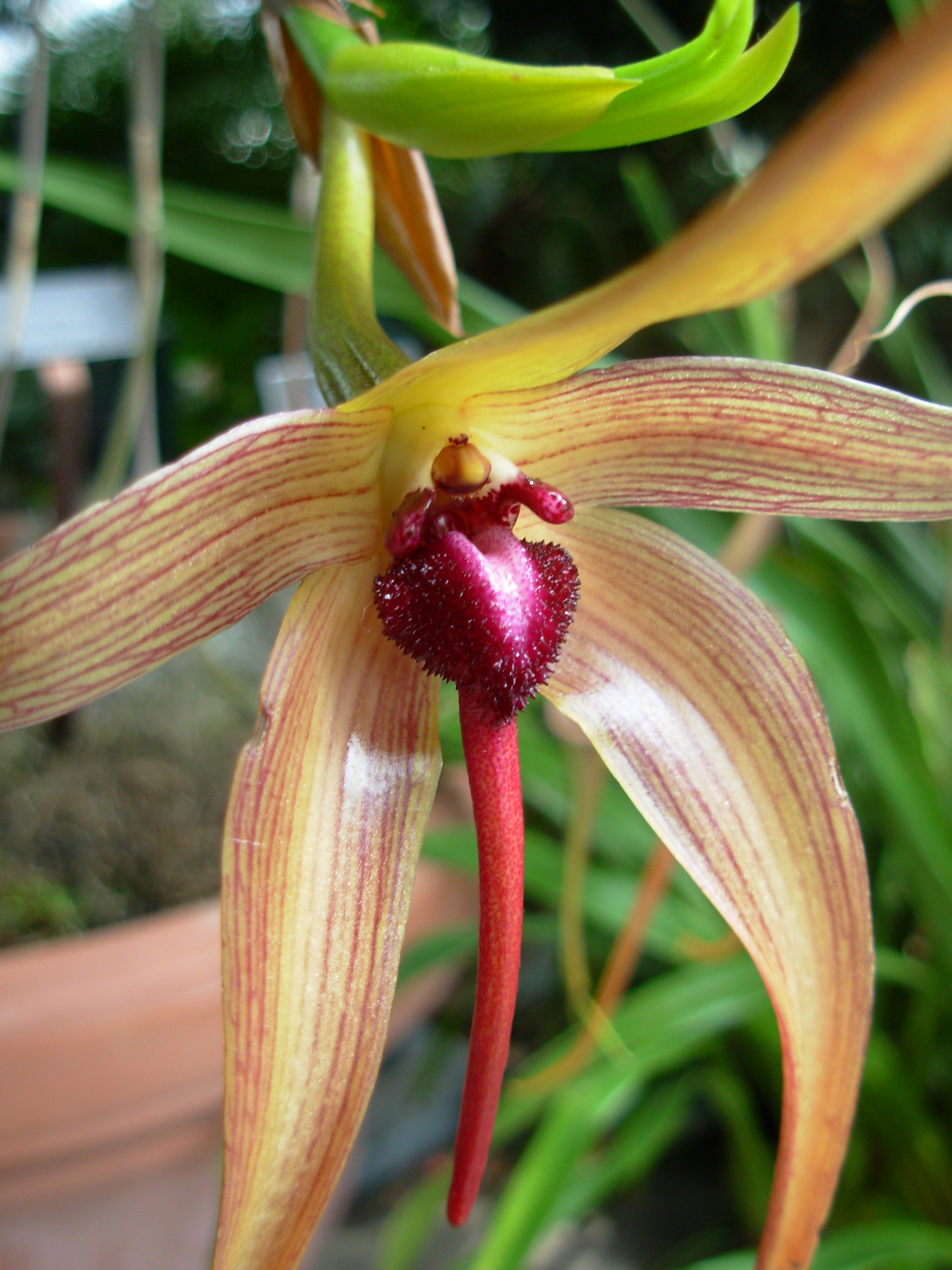
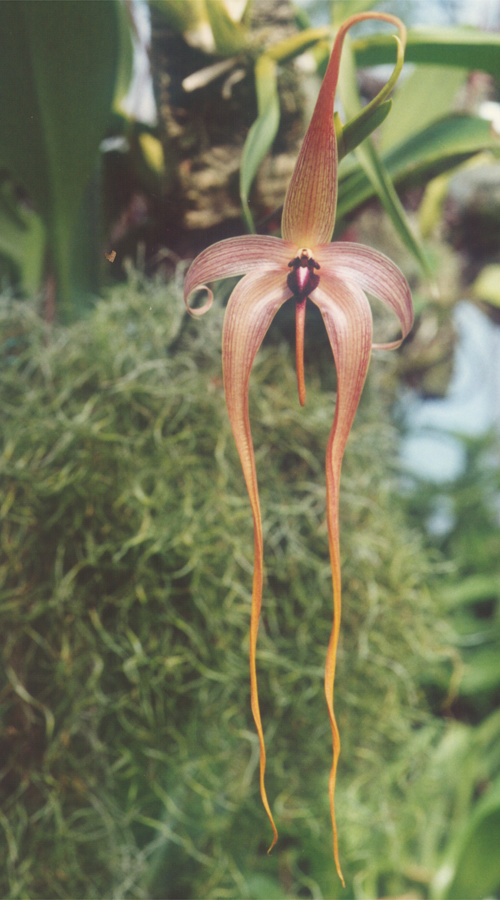
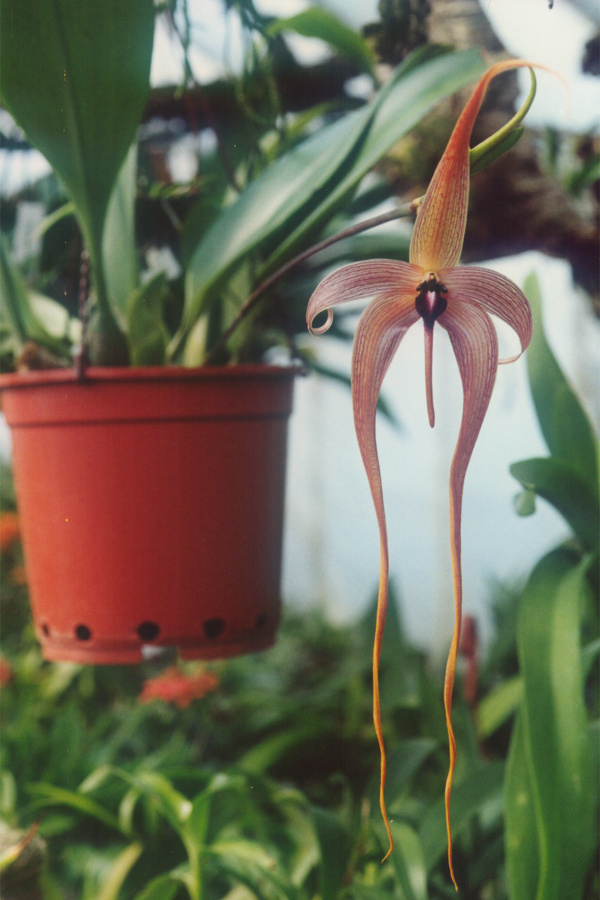